# Mihael I. Kerularij
Mihael I. Kerularij (grško Μιχαὴλ Κηρουλάριος) je bil od leta 1043 do 1059 carigrajski patriarh, *  okoli 1000, † 21. januar 1059. 
Njegovi spori s papežem Leonom IX. glede cerkvenih praks v 11. stoletju so igrali pomembno vlogo pri dogodkih, ki so pripeljali do vzhodnega razkola leta 1054.

## Razkol
Mihael se je prepiral s papežem Leonom IX. zaradi cerkvenih praks, v katerih se je rimska cerkev razlikovala od carigrajske, zlasti glede uporabe nekvašenega kruha v evharistiji.  Različna mnenja sta imela tudi drugih teoloških in kulturnih vprašanjih, od vprašanja papeške nadoblasti v Cerkvi do klavzule filioque - ali je Sveti Duh izšel le iz Očeta ali iz Očeta in Sina,  in drugih nesoglasij. Leta 1054 je papež Leon IX. poslal Mihaelu pismo, v katerem je navedel in verjel, da je velik del Konstantinove donacije pristen. S tem je želel povedati, da Sveti sedež poseduje tako zemeljsko kot nebeško cesarstvo. 
Nekateri poznavalci pravijo, da pismo, napisano septembra 1053, ni bilo nikoli poslano, ampak je bilo odloženo. Papežev pravi odgovor je bil mehkejše, a še vedno ostro pismo Scripta tuae iz januarja 1054.
Leon IX. je Mihaelu zagotovil, da je bila Konstantinova donacija povsem resnična in ne pravljica ali govorica, in trdil, da ima samo apostolski naslednik Petra primat v Cerkvi. To pismo papeža Leona IX., naslovljeno tako na patriarha Mihaela I. kot na ohridskega nadškofa Leona, je bilo odgovor na pismo, ki ga je nadškof Leon poslal tranijskemu škofu Janezu in kategorično napadel običaje latinske Cerkve, ki so se razlikovali od običajev Grkov. Posebej kritizirani so bili rimski običaji sobotnega posta in posvečenja nekvašenega kruha. Leon IX. je v svojem pismu obtožil Carigrad, da je bil zgodovinsko središče krivoverstev, in odločno trdil, da ima rimski škof primat nad carigrajskim patriarhom. Iz vsega tega je mogoče trditi,  da je Mihaelovo pismo Leonu IX. leta 1054 sprožilo dogodke, ki so sledili. Patriarh je zase zahteval naziv "ekumenski patriarh" in papeža Leona naslavljal z "bratom" in ne z "očetom". 
Papež Leon IX. je poslal uradno delegacijo na legatsko misijo, da se sreča z Mihaelom. Člani papeške delegacije so bili kardinal Humbert iz Silve Candide, papeški tajnik Friderik iz Lorene in nadškof Peter iz Amalfija. Kmalu po njihovem prihodu v Carigrad je tja prišla novica, da je papež Leon IX. 19. aprila umrl. Ker so bila uradna pooblastila papeževih odposlancev odvisna od papeža, ki jih je pooblastil, je novica o Leonovi smrti postavila njegove odposlance v neprijeten položaj. Odposlanci so se kljub temu odločili, da nadaljujejo s svojim poslanstvom, vendar so se še pred začetkom verskih pogovorov pojavile težave glede nekaterih osnovnih formalnosti in procedur. Med prvo avdienco je Kerularij zavrnil srečanje z njimi in jih pustil več mesecev čakati na naslednjo. 
V času od aprila do julija 1054 so kardinal Humbert in njegovi kolegi nadaljevali s svojimi dejavnostmi v Carigradu in sodelovali v neformalnih verskih razpravah o različnih vprašanjih. Patriarh Mihael je to štel za neprimerno. Delegati so se kljub temu, da so njihova pooblastila po papeževi smrti uradno prenehala, odločili za odprt spor s patriarhom. V soboto, 16. julija 1054, so objavili listino o izobčenju (latinsko charta excommunicationis), uperjeno proti patriarhu Mihaelu, nadškofu Leonu in vsem njunim privržencem. Kardinal Humbert s sodelavci je med bogoslužjem vstopil v Hagijo Sofijo in položil listino na oltar.
Kmalu za tem se je patriarh odločil reagirati. 20. julija 1054 je bila v Carigradu sinoda 21 metropolitov in škofov, ki ji je predsedoval Kerularij. Svet je sklenil izobčiti kardinala Humberta in njegova sodelavca. Izobčeni so bili samo ti trije možje, vsi, ki so jih podpirali,  pa so bili samo omenjeni. izobčenja celotnega zahodnega krščanstva ali Rimske cerkve  ni bilo eksplicitno omenjeno. Koncilsko izobčenje je bilo uradno razglašeno v nedeljo, 24. julija 1054. 
Dogodki leta 1054 so povzročili razkol med Vzhodom in Zahodom ter pripeljali do konca zavezništva med bizantinskimi cesarji in papeži. Poznejši papeži so se povezali z Normani proti Bizantinskemu cesarstvu. Patriarh Mihael je zaprl latinske cerkve na svojem območju, kar je še zaostrilo razkol. Leta 1965 sta izobčenja preklicala papež Pavel VI. in patriarh Atenagora po srečanju leta 1964 v Jeruzalemu. Čeprav je bilo izobčenje, ki ga je izrekel kardinal Humbert, neveljavno, je gesta iz leta 1965 predstavljala pomemben korak k ponovni vzpostavitvi občestva med Rimom in Carigradom.

## Bizantinska politika
Med kratko vladavino cesarice Teodore III.  je Mihael spletkaril proti prestolu. Mihael Psel ugotavlja, da so bili njuni odnosi sprva prisrčni, po Teodorinem pristopu na prestol pa so se sprevrgli v odkrit konflikt zaradi Mihaelove jeze, "ker je Rimski imperij vodila ženska". Zgodovinar domneva, da bi Teodora Mihaela odstavila zaradi njegove odkrite predrznosti in upora, če bi živela dlje. 
Kerularij je sodeloval pri pogajanjih o abdikaciji Teodorinega naslednika Mihaela VI. Stratiotika in ga prepričal, da je 31. avgusta 1057 odstopil s položaja v korist uporniškega generala Izaka I. Komnena, ki ga je za cesarja razglasila vojska 8. junija 1057. Cesar je odšel v samostan.  Kerularij se je kmalu sprl z Izakom zaradi zaplembe cerkvenega premoženja in šel tako daleč, da si je obul škrlatne čevlje, sicer rezervirane za cesarja. Mihael je očitno načrtoval upor, s katerim je nameraval strmoglaviti Izaka in zahtevati prestol zase ali za svojega sorodnika Konstantina Dukasa. Izak je Mihaela leta 1058 izgnal v Prokonez. Ker je patriarh zavrnil odstop, ga je Psel obtožil krivoverstva in izdaje. Kerularij je še pred začetkom sojenje umrl.